# Borja (Paraguai)
Borja é uma distrito do Paraguai, localizado no departamento de Guairá. Possui 9.222 habitantes.

## Transporte
O município de Borja é servido pelas seguintes rodovias:
- Caminho em pavimento ligando a cidade de Ñumí ao município de Acahay (Departamento de Paraguarí)[1][2][3]